# Шатонёф-дю-Пап
Шатонёф-дю-Пап (фр. Châteauneuf-du-Pape) — коммуна во французском департаменте Воклюз региона Прованс — Альпы — Лазурный Берег. Относится к кантону Оранж-Уэст.

## Географическое положение
Шатонёф-дю-Пап расположен в 12 км к северу от Авиньона. Соседние коммуны: Жонкьер и Куртезон на северо-востоке, Бедаррид на юго-востоке, Сорг на юге, Советерр на юго-западе, Рокмор на западе, Монфокон на северо-западе.

## Демография
Население коммуны на 2010 год составляло 2140 человек.
| 1962 | 1968 | 1975 | 1982 | 1990 | 1999 | 2010 |
| ---- | ---- | ---- | ---- | ---- | ---- | ---- |
| 1948 | 2159 | 2113 | 2060 | 2062 | 2078 | 2140 |

## Достопримечательности
- Замок Шатонёф-дю-Пап, XIV век.
- Фонтан Суспирона, XIV век.
- Башня л’Эрс, XII век.
- Музей виноградарского инвентаря отца Ансельма.
- Церковь Нотр-Дам-де-л’Ассомпсьон в романском стиле.
- Часовня Сен-Пьер-дю-Люксембур, XVIII век.
- Часовня Сен-Теодорик в романском стиле, XVI век. Сейчас выставочный зал.